# Trióxido de urânio

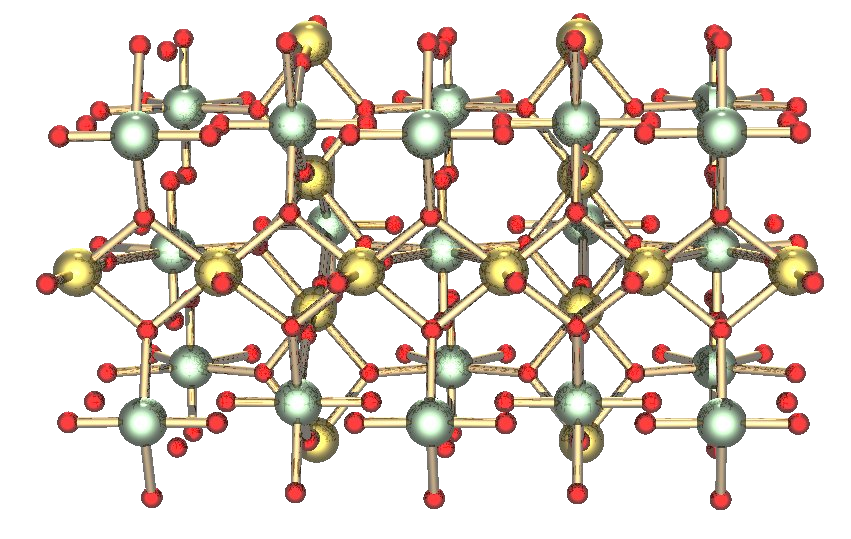
Estrutura química do trióxido de urânio

Trióxido de urânio (UO3), também chamado de óxido de uranila, óxido de urânio (VI) e óxido urânico, é o óxido hexavalente do urânio  O sólido pode ser obtido aquecendo o nitrato de uranila a 400 °C. Seu polimorfo mais comumente encontrado é o UO3 amorfo.

## Produção e utilização
Existem três métodos para gerar trióxido de urânio. Conforme observado abaixo (em inglês), dois são usados industrialmente no reprocessamento de combustível nuclear e no enriquecimento de urânio.
1. U3 O8 pode ser oxidado a 500 °C com oxigênio.[1] Note que acima de 750 °C mesmo em 5 atm O2 UO3 decompõe-se em U3 O8.[2]
2. Nitrato de uranila, UO 2 (NO3) 2 ·6H2O pode ser aquecido para produzir UO3. Isto ocorre durante o reprocessamento do combustível nuclear. Barras de combustível são dissolvidas em HNO3 para separar o nitrato de uranila do plutônio e dos produtos de fissão (método PUREX). O nitrato de uranila puro é convertido em UO3 sólido por aquecimento a 400 °C. Após a redução com hidrogênio (com outro gás inerte presente) para dióxido de urânio, o urânio pode ser usado em novas barras de combustível MOX.
3. Diuranato de amônio ou diuranato de sódio (Na 2 U 2 O 7 ·6H 2 O) pode ser decomposto. O diuranato de sódio, também conhecido como bolo amarelo, é convertido em trióxido de urânio no enriquecimento de urânio. O dióxido de urânio e o tetrafluoreto de urânio são intermediários no processo que termina em hexafluoreto de urânio. [3]

Foi relatado que a corrosão do urânio em uma solução aquosa rica em sílica forma dióxido de urânio, trióxido de urânio e coffinita. Em água pura, a schoepita (UO 2 ) 8 O 2 (OH) 12 ·12(H 2 O) é formada na primeira semana e depois de quatro meses a schoepita (UO2) O2 4(H2O) foi produzida. Esta alteração do óxido de urânio também leva à formação de metastudtita, um peróxido de uranila mais estável, frequentemente encontrado na superfície do combustível nuclear usado exposto à água. Relatórios sobre a corrosão do metal urânio foram publicados pela Royal Society.

## Riscos para a saúde e segurança
Como todos os compostos de urânio hexavalente, o UO3 é perigoso por inalação, ingestão e contato com a pele. É uma substância venenosa, ligeiramente radioativa, que pode causar falta de ar, tosse, lesões arteriais agudas e alterações nos cromossomos dos glóbulos brancos e gônadas, levando a malformações congênitas se inalada.